# Lysande tefat
Lysande tefat är namnet på flera skulpturer i Kungens kurva, Huddinge kommun. De anlades 2004 efter ritningar av konstnären och formgivaren Maria Ängquist-Klyvare. 
År 2003 fattade Huddinge kommunstyrelse beslut om Program för utformningen av den offentliga miljön i Kungens kurva. Programmets syfte är att ge underlag för att gestaltningsmässigt förbättra den offentliga miljön i Kungens kurva. En del av programmet var även att gestalta ett antal cirkulationsplatser, till dessa hörde åtta rondeller i området vid Kungens kurva.
Lysande tefat har en paraplyliknande konstruktion, tillverkad av aluminium med en dekor av fluorescerande film i glada färger. Varje "tefat" har olika dekor. Under "tefatet" finns indirekt belysning som tänds på kvällar tillsammans med några strålkastare uppifrån. Beställare var Huddinge kommun.